# Peter T. King

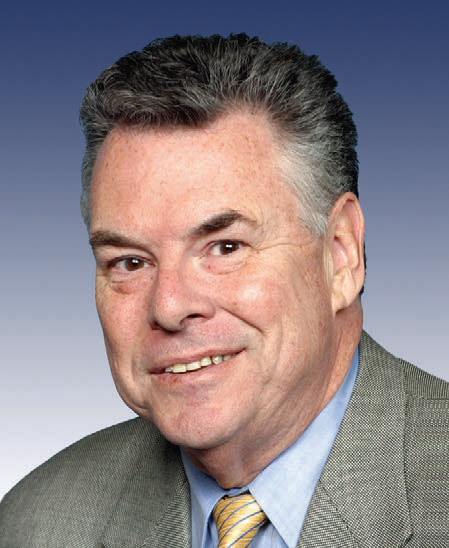
Peter T. King

Peter T. King (auch: Pete King; * 5. April 1944 in New York City, New York) ist ein US-amerikanischer Politiker der Republikanischen Partei. Er war von 1993 bis 2021 Abgeordneter im US-Repräsentantenhaus und vertrat zunächst den 3. und dann den 2. Kongresswahlbezirk im Bundesstaat New York.

## Leben
Peter T. King wurde 1944 in Manhattan geboren und wuchs in Queens auf. Er erwarb 1965 einen Bachelor of Arts am St. Francis College in Brooklyn und 1968 den Juris Doctor an der University of Notre Dame Law School in Notre Dame, Indiana.
Nach dem Abschluss seines Studiums arbeitete er bis 1974 im Büro des Bezirksstaatsanwalts des Nassau County; im gleichen Zeitraum war er auch Mitglied der Nationalgarde von New York. Er ist seit 1967 mit seiner Frau Rosemary verheiratet und hat zwei Kinder.

## Politische Laufbahn
King begann seine politische Laufbahn 1977 als Mitglied des Stadtrats von Hempstead, New York. Im Jahre 1981 wurde er zum Comptroller (Leiter des Rechnungswesens) im Nassau County gewählt, ein Amt, welches er bis 1993 innehatte. 1986 bewarb er sich um die Stelle des Attorney General von New York, unterlag aber dem demokratischen Amtsinhaber Robert Abrams. 1993 wurde er schließlich zum Abgeordneten des US-Repräsentantenhauses gewählt. Da er bei allen folgenden Wahlen, einschließlich der des Jahres 2018, wiedergewählt wurde, konnte er sein Mandat bis zum 3. Januar 2021 ausüben. Bis zum Jahr 2013 vertrat er dort den dritten Wahlbezirk seines Staates. Nach einer Umstrukturierung der Wahlbezirke im Jahr 2013 vertrat er den zweiten Wahlkreis seines Staates im Kongress. Bei der Wahl 2020 trat er nicht mehr an. Sein Parteifreund Andrew Garbarino wurde zu seinem Nachfolger gewählt.
Zwischen 2013 und 2015 war er Mitglied folgender Ausschüsse:
- United States House Committee on Financial Services
  - Subcommittee on Capital Markets, Insurance, and Government Sponsored Enterprises
  - Subcommittee on Financial Institutions and Consumer Credit
- United States House Committee on Homeland Security (Oppositionsführer)
  - Als Oppositionsführer ist King Mitglied aller Subcommittees
- United States House Permanent Select Committee on Intelligence
  - Subcommittee on Oversight and Investigations
  - Subcommittee on Technical and Tactical Intelligence

Seit 2015 war er Mitglied im:
- United States House Committee on Financial Services
- Permanent Select Committee on Intelligence
  - Subcommittee on Terrorism, HUMINT, Analysis and Counterintelligence
- United States House Committee on Homeland Security
  - Subcommittee on Counterterrorism and Intelligence (Vorsitz)
  - Subcommittee on Emergency Preparedness, Response, and Communications

King, der selbst die IRA und NORAID unterstützte, veranstaltete im März 2011 eine erste Anhörung zur Radikalisierung von Muslimen in den USA; Kritiker sehen darin die Gefahr einer Hexenjagd.